# 5782 (année hébraïque)
5782 (hébreu : ה'תשפ"ב , abbr. : תשפ"ב) est une année hébraïque qui a commencé à la veille au soir du 7 septembre 2021 et s'est finie le 25 septembre 2022. Cette année a compté 384 jours. Ce fut une année embolismique dans le cycle métonique, avec deux mois de Adar - Adar I et Adar II. Ce fut une année de chemitta.
En l'an 5782, l'État d'Israël a fêté ses 74 ans d'indépendance.

## Calendrier
Ce calendrier hébraïque de l'année 5782 donne les correspondances avec les dates du calendrier grégorien.
Le premier nombre dans chaque case correspond au jour du mois hébraïque. Les jours en couleurs sont des jours remarquables juifs ou israéliens.
| ◄◄ | 5782 | ►► |

## Événements
- Attaque de Beer-Sheva en 2022
- Attentat d'Hadera
- Opération Breaking Dawn

## Décès
- Aaron Temkin Beck
- Elihu Katz
- Chaim Kanievsky
- Uri Zohar
- A. B. Yehoshua
- Yehuda Meshi Zahav
- David Weiss Halivni
- Svika Pick

5777 - 5778 - 5779 - 5780 - 5781 - 5782 - 5783 - 5784 - 5785 - 5786 - 5787